# Pressure (Martin Garrix)
Pressure is een nummer van de Nederlandse dj Martin Garrix uit 2021, ingezongen door de Zweedse Tove Lo.
"Pressure" gaat over de spanning die gepaard gaat met een relatie. De tekst beschrijft de stemming van de ik-figuur, die zowel verlangt naar de terugkeer van haar partner als angst en druk voelt vanwege onzekerheid. Het nummer werd een bescheiden hit in Nederland, het thuisland van Garrix, waar het de 25e positie bereikte in de Nederlandse Top 40. In Tove Lo's thuisland Zweden bereikte het de 39e positie.

## Tracklijst
- Muziekdownload

1. "Pressure" - 2:25